# Digges Sound
Der Digges Sound ist eine kanadische arktische Wasserstraße in Qikiqtaaluk, Nunavut. Der Sund befindet sich an der Stelle, an der die Hudson Strait auf die nordöstliche Hudson Bay trifft, nahe der Nordspitze der Ungava-Halbinsel, zwischen Digges Islands und Cape Wolstenholme. Ivujivik, Quebec, die nördlichste Siedlung in einer kanadischen Provinz, liegt an der Südküste des Sunds.

## Name
Henry Hudson benannte viele geografische Merkmale der Arktis nach Gönnern, die seine Reisen finanzierten, so auch den Digges Sound zu Ehren von Dudley Digges.

## Geographie
Die Umgebung des Sunds ist etwa 12 km² groß, liegt bis zu 300 m über dem Meeresspiegel und ist durch felsige Klippen gekennzeichnet.

## Natur
Der Sund ist als Important Bird Area (#NU001), als International Biological Program Site (Site 6–7), als Key Marine Habitat Site (Site 27) und als Key Migratory Bird Terrestrial Habitat Site (NU Site 47) eingestuft.

### Fauna
Zu den dortigen Vogelarten gehören die Gryllteiste und die Polarmöwe sowie die Dickschnabellumme.
Beluga, Bartrobbe, Eisbär und Ringelrobbe sind in dem Gebiet häufig anzutreffen.